# マイク・バローマン
マイケル・レイ・バローマン（Michael "Mike" Ray Barrowman、1968年12月4日 - ）はアメリカ合衆国の競泳選手。専門は平泳ぎで「ウェーブ泳法」と呼ばれる泳法のパイオニアの1人。

## 経歴
パラグアイのアスンシオンで生まれた。
1988年のソウルオリンピックの200m平泳ぎで4位になった。1989年の全米選手権の200m平泳ぎで2分12秒90の世界記録を作った。1990年のグッドウィルゲームズでは200m平泳ぎで2分11秒53と前年自身が作った世界記録を更新した。
1991年、オーストラリアのパースで開かれた世界水泳選手権でも世界記録で優勝、1992年のバルセロナオリンピックでも2分10秒16世界記録で優勝した。
ミシガン大学にも在籍し、200ヤード平泳ぎで、3年連続NCAAチャンピオンとなった。1990年には1分53秒77のNCAA記録を作り、この記録は11年後の2001年にブレンダン・ハンセンに破られるまで保持された。
世界記録は6度更新しており、1989年から2002年アジア競技大会で北島康介に破られるまで、13年間に渡り世界記録を保持し続けた。
スイミングワールドマガジンが選ぶ世界年間最優秀スイマーに1989年、1990年と2年連続で選ばれた。1997年に世界水泳殿堂に選ばれている。
競泳競技を引退した後、カヤックに挑戦した。現在はケイマン諸島で水泳の指導を行っている。

## 関連書籍
- スイミングマガジン 2010年9月号［時を越えて耀き続ける「伝説のスイマー」列伝］